# Királynék völgye 42
A Királynék völgye 42 (QV42) ókori egyiptomi sír a Királynék völgyében. Paréherwenemef herceg, III. Ramszesz fáraó fiának sírja. Egyike az öt ismert sírnak, amelyek Ramszesz fiai számára készültek; valószínűleg egy XIX. dinasztiabeli sír kisajátításával épült. Feltehetőleg a herceg korai halála miatt befejezetlen.

## Leírása
A sírba lejtős folyosó vezet le, majd szárnyas napkoronggal díszített ajtón jutunk egy újabb, kissé eltérő szögben épült folyosóra, ami egyenesen levezet a sírkamrához. A boltíves mennyezetű sírkamrában négy oszlop áll, a szarkofág számára mélyedést alakítottak ki. Jobbra hosszúkás oldalkamra nyílik. Ez az egyetlen XX. dinasztiabeli sír a völgyben, amelynek oszlopos csarnoka van.
A sír hasonlít a XIX. dinasztia királynéi sírjaira, melyek oszlopos sírkamrával épültek. Lehetséges, hogy a sírt eredetileg egy királyné számára kezdték építeni a XIX. dinasztia végén, majd átalakították a korán elhunyt Paréherwenemef számára. A sírban töredékesen megtalált gránitszarkofág is újrahasznosított lehet, mert a kártusban lévő nevet kitörölték rajta.
A sír díszítése a hercegi sírokra jellemző módon a fáraóra, az elhunyt herceg apjára összpontosít. Ő az, aki a folyosó és a sírkamra áldozati jeleneteiben szerepel, a mögötte álló herceg alakja kevésbé hangsúlyos. A sírban különféle istenek üdvözlik az őket dicsőítő királyt és herceget, köztük Anubisz, Meretszeger, Geb, Ozirisz, Thot és Atum. A díszítés nagy része festett mélydombormű. III. Ramszesz többi fiának sírjától eltérően a QV42-ben nem szerepel a falakon a Halottak könyve.
A sírkamra bejárata fölött a sírbejárathoz hasonlóan szintén szárnyas napkorong található. A kamra díszítése szintén festett mélydombormű. A falakon védőistenségek és áldozati jelenetek láthatóak. Az oszlopokon a király áldoz isteneknek. A fal nagy részén felül heker-fríz fut körbe.
A sírkamra baloldali (keleti) falának egyik jelenetében a király egyedül áldoz egy trónon ülő, bikafejű istenségnek, valamint egy szárnyas szemnek, karmai közt ureuszokkal és senu jellel. Két másik jelenetben a király és a herceg együtt áldoz Anubisznak, valamint Hememet és Taweret istennőknek, és egy antropomorf férfi istenségnek. A hátsó falon Ozirisz két ábrázolása látható, az egyik mellett Nebethet, Szelket, valamint III. Ramszesz és Paréherwenemef. A másik oldalon az istennők ábrázolása nem maradt fent, de valószínűleg Ízisz és Neith lehettek, mert általában ők szerepelnek párban Nebethettel és Szelkettel. Mögöttük szintén az uralkodó és a herceg alakja áll. A jelenet fölött a heker-fríz helyett ureuszokból és Ramszesz kártusaiból álló minta van. A sírkamra nyugati falán a király és a herceg Ozirisznek és Harsziészének áldoz.
Az oldalkamra bejáratánál festetlen mélydombormű Pe és Nehen lelkeit ábrázolja. Az alsó- és felső-egyiptomi két város istenségei a királyság fogalmával állnak kapcsolatban, és a Királyok völgye, valamint a Királynék völgye pár sírjában is szerepelnek. A gyakori ábrázolással ellentétben itt a sólyomfejűt hívják Nehen lelkeinek és a sakálfejűt Pe lelkeinek. Maga az oldalkamra nem díszített.
A bejárat mellett a nyugati oldalon az oroszlánfejű Nebneru, „a félelem ura”, valamint Herimaat szerepel, akik a korabeli sírokban általában védőistenségként köszöntik az elhunytat az alvilágban. A keleti oldalon egy királyné alakja látható, aki keselyűkoronával a fején Alsó- és Felső-Egyiptom koronáját viselő ureuszokat mutat be áldozatként Ozirisznek. Az isten az ankh, dzsed és uasz szimbólumokat tartja kezében, mögötte szentélyben pávián ül a heverő Anubisz képe fölött. A királyné alakja befejezetlen, részben csak felrajzolták. Ez az egyetlen királynéábrázolás nemcsak ebben a sírban, de a ramesszida kori királyi családok férfi tagjainak a sírjaiban is. A sír többi részétől eltérően a jelenet nem festett mélydombormű, csak vakolt vályogtéglafalra festett kép.
1990-91-ben a sírt újra feltárták, ekkor egy Minefer nevű királyné usébtijei kerültek elő a sírból és környékéről. Lehet, hogy ő Paréherwenemef anyja, de az is lehet, hogy ő a sír eredeti tulajdonosa, akitől Paréherwenemef kisajátította a sírt. Minefer, aki usébtijein „a király anyja” címet is viseli, máshonnan nem ismert.
A bejáratnál és a folyosón hieratikus graffiti tanúsítja, hogy a sírt később is használták.